# ایگوتانت
ایگوتانت (به فرانسوی: Ayguetinte) یک کمون در فرانسه است که در canton of Valence-sur-Baïse واقع شده‌است. ایگوتانت ۶٫۳۱ کیلومتر مربع مساحت دارد ۱۱۳ متر بالاتر از سطح دریا واقع شده‌است.